# Luthéal

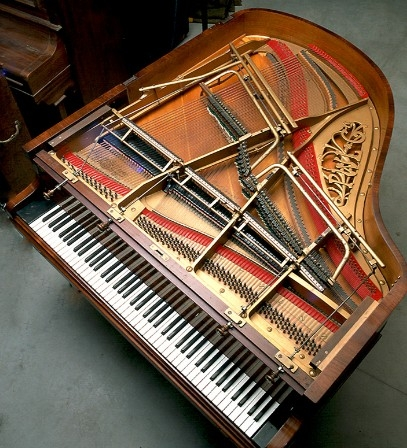
Luthéal, présenté au musée des Instruments de musique de Bruxelles.

Le luthéal est un dispositif inventé par le Belge Georges Cloetens permettant de modifier le timbre d'un instrument de la famille des cordophones.

## Description
Le luthéal est un mécanisme constitué de différents dispositifs métalliques qui peut être placé dans n'importe quel piano à queue ordinaire. Le pianiste a la possibilité de modifier le timbre de son instrument au moyen de quatre registres dont deux agissent sur les cordes basses et les deux autres sur les cordes aiguës. Le luthéal permet ainsi de reproduire la sonorité du clavecin, celle de la harpe ou du luth ainsi que, en combinant les uns et les autres, celle du cymbalum.

## Œuvres pour luthéal
Maurice Ravel a écrit en 1924 Tzigane, une rhapsodie pour luthéal et violon, la plupart du temps jouée sur piano. Ravel a également utilisé le luthéal dans sa fantaisie lyrique L'Enfant et les Sortilèges. Le luthéal utilisé pour les exécutions de ces deux œuvres a brûlé dans l'incendie de la salle Gaveau.

## Le brevet
Le brevet belge concernant le luthéal porte le numéro 278726 et fut octroyé le 28 janvier 1919 au facteur d'orgues et de pianos Georges Cloetens et y est décrit comme étant « un dispositif permettant de modifier les sons produits par tout instrument à cordes touché par clavier ou au doigt ». L'inventeur introduira peu après trois brevets portant les numéros 280282, 292081 et 306002 afin de parfaire son invention.

## Instrument retrouvé
Un luthéal a été découvert dans les réserves du musée du Conservatoire de Bruxelles, a été restauré et est actuellement conservé au musée des instruments de musique de Bruxelles. Cet instrument est régulièrement prêté pour des concerts.

## Instrument reconstruit
À l'occasion du cinquantième anniversaire de la mort de Maurice Ravel, un nouvel instrument a été commandé en 1987 par le gouvernement français. Ce luthéal est actuellement conservé au musée de la Musique à Paris.

## Interprétation de 2004
Le violoniste britannico-sud-africain Daniel Hope a enregistré en 2004 Tzigane de Ravel avec Sebastian Knauer (de) jouant sur un luthéal que Hope a fait construire, et qu'il décrit dans une interview accordée à la National Public Radio comme « un croisement entre une machine à écrire et un orgue qui se fixe sur les cordes d'un piano » et qui produit un « son exceptionnel ».